# Christina Chanée
Christina Chanée (Thai: คริสตินา ชานี) (eigentlich Christina Ratchanee Birch Wongskul * 6. Januar 1979), auch unter dem Namen Chanée bekannt, ist eine dänisch-thailändische Sängerin. Gemeinsam mit dem Sänger Tomas N’Evergreen vertrat sie Dänemark beim Eurovision Song Contest 2010 in Oslo, wo beide einen vierten Platz belegten.

## Biografie
Die Tochter einer dänischen Mutter und eines thailändischen Vaters wurde in Dänemark geboren, wo sie als Einzelkind aufwuchs. Im Alter von fünf Jahren lebte sie mehrere Monate mit ihrer Familie in Thailand. Ihr Vater starb, als sie 15 Jahre alt war, ihre Mutter Anfang des Jahres 2010.
Chanée begann sich früh für die Musik und den Gesang zu begeistern. Bis zu ihrem 17. Lebensjahr nahm sie erfolgreich an zahlreichen Talentwettbewerben teil und gewann auch einen Songwriting-Wettbewerb. Nach einem mehrjährigen Aufenthalt im europäischen Ausland und Asien zog sie nach Kopenhagen. Dort war sie Frontfrau der Cover-Bands Diva2Diva und Sanne Jam und gewann 2003 gemeinsam mit Johann Peisner einen Songwriting-Wettbewerb für die Filmmusik zu Charlotte Sachs Bostrups Familienkomödie Kærlighed ved første hik 3 – Anja efter Viktor. Für den Film interpretierte sie den Song Gone Away. Im selben Jahr arbeitete Chanée erneut mit der Regisseurin an der dänischen Komödie Askepop – The Movie (2003) zusammen.
2004 wurde Chanée Mitglied der Nubian Fräuleins, die regelmäßig in der dänischen Unterhaltungssendung Endelig Fredag des öffentlich-rechtlichen Senders DR1 auftraten. Mit der Band nahm sie ein Album auf. Durch die Fernsehsendung machte sie die Bekanntschaft mit Kid Creole, der Chanée die weibliche Hauptrolle in dem Musical Martin Gaye anvertraute und mit dem sie gemeinsam auf Tournee ging. Auch übernahm sie eine Rolle in der Fernsehserie Klovn (2005) sowie den wiederkehrenden Part der Kimmie in der dänischen Comedy-Serie 2900 Happiness (2007). Als Solistin war sie für das Orchester von Jan Glæsel tätig.
Der bisher größte Erfolg in Chanées Musikkarriere stellte sich Anfang Februar 2010 mit dem Gewinn des dänischen Vorentscheids zum Eurovision Song Contest (ESC) ein. Gemeinsam mit dem Dänen Tomas N’Evergreen bildete sie das Duo Chanée & N’Evergreen und setzte sich mit dem englischsprachigen Titel In a Moment Like This gegen neun Konkurrenten durch. Für den Popsong zeigte sich der ESC-erfahrene Schwede Thomas G:son verantwortlich, der Chanée aus über 50 Kandidatinnen ausgewählt hatte. Chanée & N’Evergreen vertraten Dänemark beim 55. Eurovision Song Contest am 27. Mai 2010 in Oslo im zweiten Halbfinale. Sie schafften den Einzug in das zwei Tage später stattfindende Finale, wo sie beim Sieg der deutschen Sängerin Lena einen vierten Platz belegten. Der Titel hielt sich mehrere Wochen in den dänischen Single-Charts, wo dieser Platz zwei erreichte und ließ ein gleichnamiges Album folgen.
Christina Chanée lebt in Frederiksberg, Kopenhagen. Sie ist mit dem Bassisten Mikkel Riber liiert und Mutter einer Tochter.